# Ungleich
Ungleich (ou Ungl≠ich) é o terceiro álbum da banda alemã Maerzfeld. De início o álbum se chamaria "Nackt", porém depois da polêmica envolvendo a capa que havia sido anunciada antes, que mostrava uma mulher nua e depois de vários adiamentos, o álbum passou a se chamar "Ungleich". 
Neste álbum a banda decidiu criar sua própria identidade, inserindo elementos de música eletrônica e guitarra pesada.

## Lista de Faixas
| N.º            | Título                                                     | Duração |  |
| 1.             | "Zweifel"                                                  | 4:28    |  |
| 2.             | "Meine Lügen kannst du glauben" (Teclados por: Roy Danger) | 3:33    |  |
| 3.             | "Es bricht" (Teclados por: Noel Pix)                       | 3:56    |  |
| 4.             | "Ungleich" (Part. Java Guidi)                              | 2:56    |  |
| 5.             | "Falsche Helden" (Teclados por: Roy Danger)                | 3:56    |  |
| 6.             | "Nackt" (Guitarra por: Benjamin Schwenen)                  | 3:34    |  |
| 7.             | "Stalingrad" (Teclados por: Roy Danger)                    | 4:21    |  |
| 8.             | "Schnitter"                                                | 3:25    |  |
| 9.             | "Das Licht" (Teclados por: Roy Danger)                     | 6:04    |  |
| 10.            | "Schädling"                                                | 4:52    |  |
| 11.            | "Du fehlst" (Teclados por: Roy Danger)                     | 4:53    |  |
| Duração total: | Duração total:                                             | 45:59   |  |

1. ↑  Lady Metal Magazine: Maerzfeld - Ungleich (em alemão)